# كاثرين ويب (ملكة جمال)
كاثرين إليزابيث ويب-مكارون (ولدت في 24 أبريل 1989) عارضة أزياء أمريكية وملكة جمال وشخصية تلفزيونية. كانت ملكة جمال ألاباما الولايات المتحدة الأمريكية 2012 ، ومثلتها في مسابقة ملكة جمال الولايات المتحدة الأمريكية 2012 وتأهلت لضمن أفضل 10 متسابقات ، اشتهرت بظهورها أثناء بث لعبة بطولة بول الوطنية لعام 2013.

## روابط خارجية
- _KatherineWebbعلى تويتر.
- كاثرين ويب في قاعدة بيانات الأفلام على الإنترنت
- Official Miss Alabama USA website
- Official Miss USA website